# 18398 Bregenz
18398 Bregenz (1992 SQ23) là một thiên thạch xuyên Sao Hỏa được phát hiện vào ngày 23 tháng 09 năm 1992 bởi F. Borngen tại Tautenburg.

## Link ngoài
- JPL Small-Body Database Browser on 18398 Bregenz